# ریچل روزنتال
ریچل روزنتال (به انگلیسی: Rachel Rosenthal) (زاده ۹ نوامبر ۱۹۲۶-درگذشته ۱۰ مهٔ ۲۰۱۵) هنرمند اجرای آمریکایی بود.
او نقش کوتاهی نیز در عصر جدید بازی کرده است.